# Doğancı, Çamlıdere
Doğancı là một xã thuộc huyện Çamlıdere, tỉnh Ankara, Thổ Nhĩ Kỳ. Dân số thời điểm năm 2011 là 20 người.